# Sörmjöleån

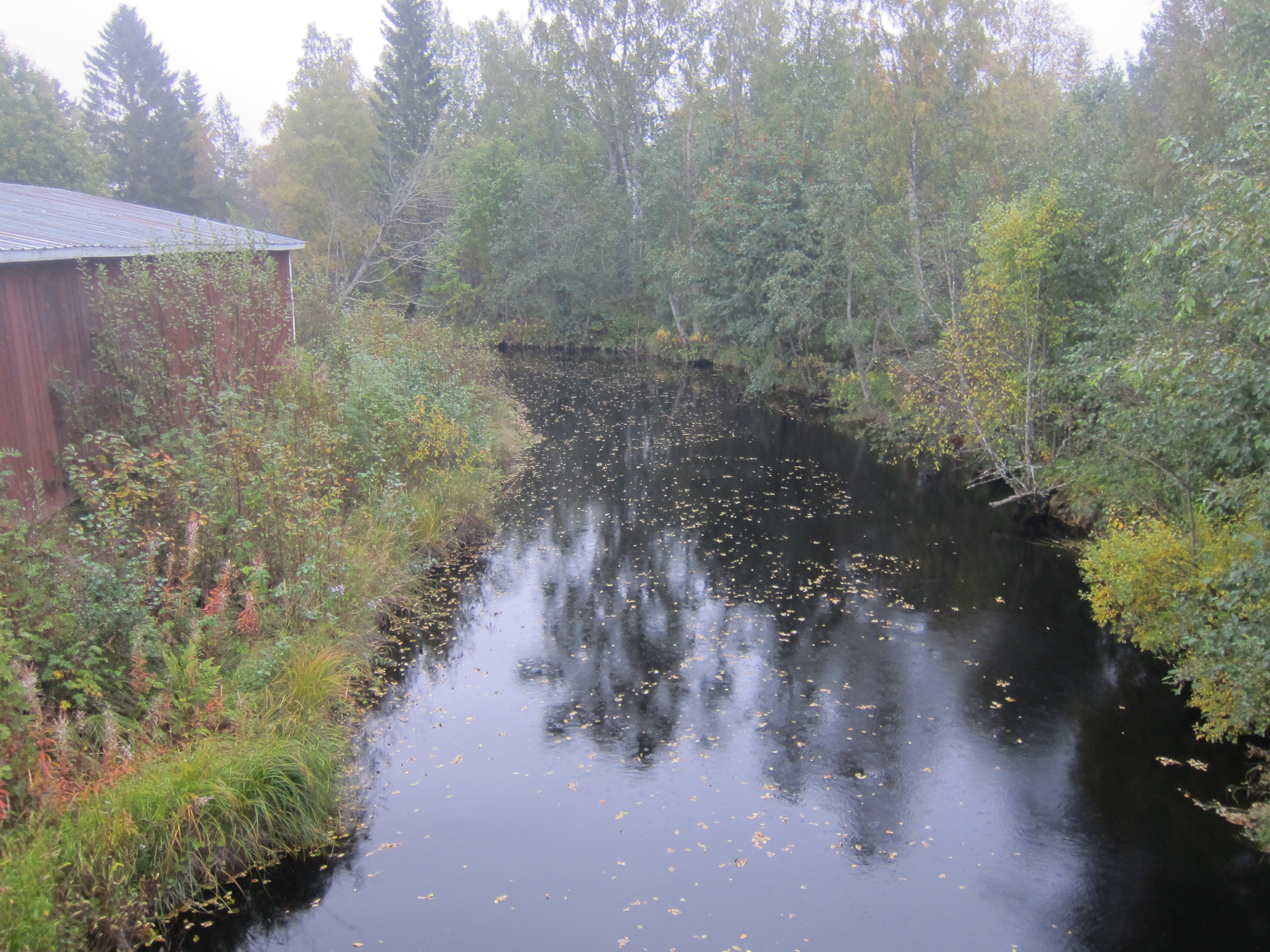
Sörmjöleån vid Sörmjöle.

Sörmjöleån är en liten kustå i södra Västerbotten, Umeå kommun. Den är cirka 20 km lång och rinner upp vid gården Rödtjärn och en myr vid namn Rödtjärnen (63°50′05″N 19°51′12″Ö / 63.8347°N 19.8533°Ö) norr om Hössjö. Ån passerar förutom Hössjö även byarna Nyland och Sörmjöle, där den efter några fall rinner ut i Mjölefjärden. Ån kallas i sitt övre lopp även för Nylandsbäcken.

## Biflöden
- Hömyrbäcken